# Energetica (ingegneria)
L'energetica è una scienza che studia i fenomeni fisici che si riferiscono all'energia, alla sua conservazione e alle sue trasformazioni.